# Linaria longicalcarata
Linaria longicalcarata är en grobladsväxtart som beskrevs av Hong De-Yuan. Linaria longicalcarata ingår i släktet sporrar, och familjen grobladsväxter. Inga underarter finns listade i Catalogue of Life.